# 奧通金巴亞動植物保護區

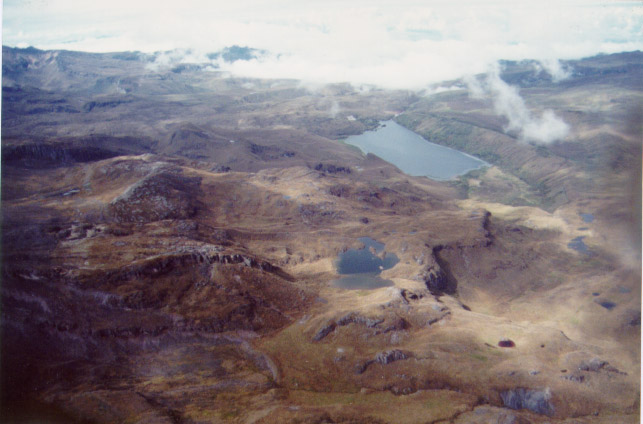

奧通金巴亞動植物保護區（西班牙語：Santuario de fauna y flora Otún Quimbaya），是哥倫比亞的自然保護區，位於該國中西部里薩拉爾達省，處於哥倫比亞中部山脈，成立於1996年，面積4.9平方公里。